# Диплатинаевропий
Диплатинаевропий — бинарное неорганическое соединение, интерметаллид
платины и европия
с формулой Pt2Eu,
кристаллы.

## Получение
- Сплавление стехиометрических количеств чистых веществ:

{\displaystyle {\mathsf {2Pt+Eu\ {\xrightarrow {T}}\ EuPt_{2}}}}

## Физические свойства
Диплатинаевропий образует кристаллы
кубической сингонии,
пространственная группа F d3m,
параметры ячейки a = 0,7714 нм, Z = 8,
структура типа димедьмагния MgCu2
.
Обладает областью гомогенности 65÷74 ат.% платины.